# マザートロフィー
マザートロフィー（英語: Mutha Trophy）は、アメリカ海軍戦闘飛行隊の中で、あらゆる点で最優秀と認められた飛行隊に授与されるマザー賞（英語: Mutha award）のトロフィー。最高の戦闘機乗りの魂を示すものとして評価されている。

## マザー賞
Muthaは母（Mother）を意味するスラングで、トロフィーが信楽焼の子連れの雌の狸であるからと推定される。アメリカ海軍やアメリカ政府が定めた正式な褒賞ではない。
毎年、初夏にオシアナ海軍航空基地で開催される大西洋ストライクファイターボール・スポーツ週間の最後に授与される。受賞した飛行隊には、信楽焼のトロフィーと「MUTHA TANUKI」と書かれた革製表紙のバインダーが託される。
立案者は、フレッド・ネビット（Fred Nevitt）、デイル・キンブル（Dale Kimble）、ボブ・ファーガソン（Bob Farguson）の3名の中佐で、3名ともアメリカ海軍空母の艦隊防空を担っていた艦上戦闘機F-8の教官パイロットであった。彼らは立案時、太平洋艦隊のF-8機種転換飛行隊VF-124に所属しており、同賞の設立により、戦闘機パイロットの士気を高める目的があったとみられる。
当初は、太平洋艦隊のF-8飛行隊のみを対象としていたが、機種改変が進むにつれてF-14、F-18E/F飛行隊を対象とするようになった。

## 狸のトロフィー
信楽焼の狸のトロフィーは、ボブ・ファーガソン中佐が当時、海軍部隊にパッチ等を納入する東京都千代田区の業者、エース・ノベリティ商会の小川太郎氏に調達を依頼したものである。
狸の像は決して酒が空にならない徳利、常にいっぱいの金袋を持つ幸運を招く伝統的なもので、狸は国をさまよい、不可能な冒険に参加し、怖いもの知らずのならず者や大胆に飲み騒ぐ人と付き合うと認識され、トロフィーに選ばれている。
トロフィーには台座と特製ガラスケースが準備され、台座の真鍮プレートに受賞飛行隊名が刻印されている。
トロフィーを獲得するためにはどのような手段を講じてもよく、盗むことも可とされている。そのため、トロフィーの担当士官は移動時、盗難防止のため、ケースのハンドルと自分の腕を手錠と鎖でつなぐことも少なくない。ただ、盗んだからといって、正式なホルダーにはなれず、公式に記録されることはない。
トロフィーは飛行隊に連れられ、富士山頂、硫黄島や宇宙空間まで様々なところに運ばれている。その結果、トロフィーの台座左側面には富士山頂で押した焼印が残され、その隣にはスペースシャトルでミッションを経験した搭乗員のみが得られる「マッハ25クラブ」のパッチが貼り付けられている。

## 受賞飛行隊
受賞飛行隊は以下の表のとおり。
| 年   | 受賞飛行隊 | 備考 | 年   | 受賞飛行隊 | 備考               | 年   | 受賞飛行隊 | 備考 |
| ---- | ---------- | ---- | ---- | ---------- | ------------------ | ---- | ---------- | ---- |
| 1964 | VF-51      |      | 1990 | VF-51      |                    | 2010 | VFA-213    |      |
| 1965 | VF-194     |      | 1991 | VF-2       |                    | 2011 | VFA-103    |      |
| 1966 | VF-24      |      | 1992 | VF-11      |                    | 2012 | VFA-31     |      |
| 1967 | VF-211     |      | 1993 | VF-213     |                    | 2013 | VFA-11     |      |
| 1968 | VF-51      |      | 1994 | VF-111     | VF-11の記録もあり  | 2014 | VFA-103    |      |
| 1971 | VF-191     |      | 1995 | VF-21      |                    |      |            |      |
| 1973 | VF-211     |      | 1996 | VF-213     | VF-103の記録もあり |      |            |      |
| 1977 | VF-24      |      | 1997 | VF-103     |                    |      |            |      |
| 1978 | VF-24      |      | 1998 | VF-211     |                    |      |            |      |
| 1979 | VF-211     |      | 1999 | VF-31      |                    |      |            |      |
| 1980 | VF-51      |      | 2000 | VF-211     |                    |      |            |      |
| 1981 | VF-2       |      | 2001 | VF-11      |                    |      |            |      |
| 1982 | VF-114     |      | 2002 | VF-143     |                    |      |            |      |
| 1983 | VF-114     |      | 2003 | VF-103     |                    |      |            |      |
| 1984 | VF-2       |      | 2004 | VF-213     |                    |      |            |      |
| 1985 | VF-1       |      | 2005 | VFA-11     |                    |      |            |      |
| 1986 | VF-2       |      | 2006 | VFA-105    |                    |      |            |      |
| 1987 | VF-114     |      | 2007 | VFA-103    |                    |      |            |      |
| 1988 | VF-21      |      | 2008 | VFA-211    |                    |      |            |      |
| 1989 | VF-211     |      | 2009 | VFA-11     |                    |      |            |      |